# Drögeheide
Drögeheide ist eine Wohnsiedlung der Stadt Torgelow in Mecklenburg-Vorpommern.

## Geografie
Drögeheide liegt südöstlich der Kernstadt Torgelow inmitten der Ueckermünder Heide, zwischen den Flüssen Uecker und Randow.

## Geschichte
Der Name „Drögeheide“ bedeutet im plattdeutschen Trockene Heide. Der Ort war bis 1945 laut MTB (Meßtischblatt) 1920–1945 lediglich eine Försterei mit Teerofen. Er gehörte zum Neuenkruger Revier. Nach 1952 lag Drögeheide im hinteren Teil des späteren Gefechtsschießplatzes Jägerbrück und wurde beseitigt.
1865 hatte Drögeheide ein Wohn- und ein Wirtschaftsgebäude, neun Einwohner in einer Familie.
Der zum Ort zählende Wohnplatz Jägerbrück gehörte als Domäne ebenfalls zum Neuenkruger Revier. Der Platz besaß einen Krughof, einen Teerofen, ein Forsthaus, eine feste Randow-Brücke, eine Randow-Schleuse mit Schleusenhaus und vier Büdnerstellen in der Holländerei. Er hatte 1865 acht Wohn- und 18 Wirtschaftsgebäude, 95 Einwohner waren in 19 Familien ansässig.
Ab 1952 entstanden in der Ueckermünder Heide neue Militärobjekte der Kasernierten Volkspolizei, unter anderem Kasernen im Wald südöstlich von Torgelow. Die ersten Arbeiten wurden von einem freiwilligen kasernierten Arbeitsdienst namens Dienst für Deutschland durchgeführt. Für den großen Schieß- und Übungsplatz „Jägerbrück“ wurde der relativ große Ort gleichen Namens mit allen Einrichtungen leer gezogen und anschließend geschleift. Von 1953 bis 1956 wurde unmittelbar nordwestlich der neuen Kasernen der Ortsteil Drögeheide für ca. 1500 bis 2000 Berufssoldaten mit ihren Familien errichtet. Mit Gründung der NVA der DDR 1956 gingen diese Truppen der Kasernierten Volkspolizei in die neue Armee über. Eine zweite Bauphase gab es zwischen 1974 und 1976 mit dem Bau von fünfstöckigen Plattenbauten, einer Oberschule sowie Sozial- und Versorgungseinrichtungen.
Der zum Standort Drögeheide gehörende Truppenübungs- und Schießplatz Jägerbrück wurde nicht nur von den NVA-Einheiten der Umgebung genutzt, sondern von vielen NVA-Standorten der drei Nordbezirke der DDR, sowie von den Kampfgruppen der Arbeiterklasse für Gruppen- und Zuggefechtsschießen mit allen Waffenarten.
Bis 1990 waren in Drögeheide unter anderem Teile der 9. Panzerdivision der NVA stationiert, die den südöstlich anschließenden Truppenübungsplatz Jägerbrück nutzten.
Heute wird der Schießplatz wieder von der Bundeswehr genutzt.
Drögeheide ist wie auch Spechtberg oder Eggesin für zehntausende ehemalige Wehrpflichtige zum Synonym für den Militärdienst in der Abgeschiedenheit der Ueckermünder Heide geworden. Die zahlreichen Kasernenanlagen, Unterkünfte und Sozialeinrichtungen für die Berufssoldaten sicherten im Großraum Torgelow eine hohe Beschäftigungsquote. Alle Kasernen aus der NVA-Zeit wurden umfassend modernisiert und dienten als Unterkunft der stationierten Bundeswehrangehörigen. Im Zuge der Transformation der Bundeswehr wurden die Standorte und Kasernen bis auf Torgelow, Drögeheide und Viereck geschlossen. Die Zerstörung der NVA-Strukturen führte zu Abwanderung und hoher Arbeitslosigkeit.

## Verkehrsanbindung
Drögeheide liegt an der Straße zwischen Torgelow und Pasewalk. Der ehemalige Haltepunkt Drögeheide Nord lag an der zu militärischen Zwecken erbauten Bahnstrecke Pasewalk Ost-Gumnitz.